# Dipterocarpus caudiferus
Dipterocarpus caudiferus là một loài thực vật có hoa trong họ Dầu. Loài này được Merr. mô tả khoa học đầu tiên năm 1926.